# Sam Fogarino
Samuel J. Fogarino (ur. 9 sierpnia 1968 w Filadelfii, w stanie Pensylwania) – perkusista nowojorskiego zespołu Interpol i członek formacji Magnetic Morning (wcześniej The Setting Suns). Zanim trafił do Interpolu grał w takich zespołach jak: The Holy Terrors (1990–1996), The Wahoos, Napoleon Solo i The Ton-ups, The Gallows Birds (z gitarzystą Peterem Mavro).

## Życiorys
Ojciec Samuela był spawaczem, a matka - barmanką.
Fogarino ma włoskie korzenie, jego dziadkowie pochodzą z Sycylii.
Rodzice Sama rozeszli się jeszcze przed jego urodzeniem, ale pozostali w dobrych stosunkach. Młody Fogarino mieszkał wraz z matką i siostrą.
Gra na perkusji od 13 roku życia.
W 1989 r. ukończył prywatny college The Art Institute of Fort Lauderdale w Fort Lauderdale. Po przeprowadzce z Florydy w 1996 r., a następnie po wyprowadzeniu się z Gainesville, zamieszkał w Nowym Jorku w 1997 roku. Na początku lat 90., podczas grania z zespołem Holy Terros, dostał propozycję grania na perkusji w zespole Marylina Mansona, której nie przyjął.
Z pierwszą żoną Cindy Wheeler (z zespołu Pee Shy) ożenił się w 1999 r., a rozwiódł w 2003 r. Jego obecną żoną jest fotografka Christy Bush, poznana przez niego za kulisami koncertu Interpolu. Małżeństwo zawarli w 2006 r.
8 lipca 2009 r. urodziła im się córka Francesca Cecil Fogarino.
Mieszka w Athens w stanie Georgia.

## Interpol
Po raz pierwszy spotkał gitarzystę Daniela Kesslera w 1998 r., kiedy to sprzedawał płyty winylowe przy "Beacon's Closet", sklepie odzieżowym jego ex-żony na Brooklynie. Z ponad 10-letnim doświadczeniem w 2000 r. dołączył do Interpolu, kiedy to pierwotny perkusista Greg Drudy opuścił zespół. Sam zagrał swój pierwszy koncert z Interpolem 20 maja 2000 r. w Mercury Lounge.

## Magnetic Morning
Wraz z Adamem Franklinem z Swervedriver stworzył w 2007 r. zespół The Setting Suns. Zespół planował wydać EP jesienią roku 2007. EP-kę można było zakupić od 17 listopada 2007 r. na iTunes. Premiera EP w tradycyjnej wersji planowana jest na 5 lutego 2008 r., nakładem wytwórni DH Records.
Zespół zagrał swój pierwszy koncert 19 grudnia 2007 r. w Mercury Lounge w Nowym Jorku. Z powodu tego, że istnieje w Nowym Jorku zespół o podobnej nazwie zmienili nazwę z The Setting Suns na Magnetic Morning.

## Inne projekty
- Zagrał na perkusji w dwóch piosenkach ("Things Fall Apart" i "A Darker Shade") zespołu Oslo z płyty "The Rise and Fall of Love and Hate". Jest także współproducentem tej płyty.

- Zmiksował i był współproducentem "Eyetick Ep" i "Soundtrack to Nothing" zespołu The Last Night. Grał na perkusji w "Soundtrack to Nothing".

- Zremiksował "Every Day Is Exactly the Same" zespołu Nine Inch Nails wraz ze swoim kolegą z zespołu, Carlosem D.

- Zagrał na perkusji w 3 piosenkach („Faultered Ego”, „Bambalance” i „Feb.”) zespołu  On!Air!Library! z płyty „On!Air!Library!” wydanej 6 kwietnia 2004 r. w Arena Rock.

- Zagrał na perkusji w piosence „Games For Days” wokalisty Juliana Plentiego z płyty „Julian Plenti Is… Skyscraper” wydanej 4 sierpnia 2009 r. w Matador Records.

## Sprzęt
W 2007 r. grał na bębnach firmy Gretsch, a nie jak wcześniej firmy GMS. Od 2008 r. używa bębnów firmy Ludwig (między innymi zestaw ze stali nierdzewnej - model L8264). Używa pałek Vic Firth model American Classic Series 5BN i tamburyna Latin Percussion. Korzysta z talerzy firmy Paiste:
- 13" Signature Sound Edge Hi-Hat
- 20" Giant Beat Multi-Functional
- 21" Signature Dry Heavy Ride
- 20" New Signature Dark Energy Crash Mark I
- 18" RUDE Thin Crash